# Радовка (Восточно-Казахстанская область)
Радовка (каз. Радовка) — упразднённое село в Уланском районе Восточно-Казахстанской области Казахстана.

## Население
В 1989 году население села составляло 4 человека. Национальный состав: русские — 50 %, белорусы — 25 %, казахи — 25 %.